# Marcus Antonius de la Haye de Launay
Marcus Antonius de la Haye de Launay (auch Marc Antoine Andre de la Haye de Launay) (* 1730 in Frankreich; † unbekannt) war ein Franzose in preußischen Diensten.

## Leben
Marcus Antonius de la Haye de Launay trat im Frühjahr 1766 in preußische Dienste und erhielt im Juli 1766 bereits das Prädikat als Geheimer Finanzrat. Er übernahm zunächst für sechs Jahre als Direktor die, nach französischem Vorbild eingerichtete, neue Regieverwaltung des größten Teils der indirekten Steuerverwaltung. Die Idee zu der Änderung der bisherigen Verwaltung der indirekten Steuern ging von dem französischen Philosophen und General-Steuerpächter Claude Adrien Helvétius aus, der, während eines Aufenthalts in Potsdam im Frühling 1766, den König Friedrich II. mit dem französischen Pacht- und Steuersystem näher bekannt gemacht hatte und ihn zu dessen Einführung in Preußen gewinnen konnte; hierzu wollte er fünf Franzosen, darunter Marcus Antonius de la Haye de Launay, entsenden.
Als dieser in preußische Dienste trat, war vertraglich vereinbart worden, dass er ein hohes Jahresgehalt sowie eine Prämie erhalten sollte, die nach den Überschüssen berechnet wurde, die das bisherige Durchschnittsquantum übertrafen.
Aufgrund seines Versprechens gegenüber Friedrich II., dass er höhere Einkünfte erzielen werde, so dass zur Herstellung von Heer und Staat, nach dem Siebenjährigen Krieg, die finanziellen Mittel zur Verfügung standen, genoss er dessen Vertrauen und konnte im Mai 1772 einen neuen Vertrag über seine weitere Anstellung abschließen.
Im Juni 1776 legte er eine Promemoria über die bessere Einrichtung der Akzisegerichte vor und konferierte hierüber mit dem Minister Karl Abraham von Zedlitz.
Im Frühjahr 1782 wurde er anonym denunziert, wobei er beschuldigt wurde, gegen die Praxis der Tantiemen-Vergabe im Kabinett zu verstoßen. Die daraufhin durchgeführte Revision des Chefs der Oberrechenkammer (Rechnungshof), der die Rechnungen der Administration überprüfte, konnte jedoch keine Verstöße feststellen, ließ jedoch anschließend die Vergabe von Tantiemen stark reduzieren.
Im letzten Lebensjahrzehnt des Königs gehörte Marcus Antonius de la Haye de Launay zu dessen wirtschaftspolitischen Beratern und fertigte Gutachten über Berichte und Vorschläge der Minister, der Finanzräte und des Kammerpräsidenten an.
Nach dem Tod Friedrich II. wurde die Regieverwaltung aufgelöst und er seiner Stellung enthoben, mit dem Befehl, Berlin und Preußen nicht eher zu verlassen, als bis eine Kommission seinen Rechenschaftsbericht überprüft habe; hiermit wurde Minister Dietrich von Werder beauftragt.
Gemäß seiner eigenen Aufstellung brachte er dem Staat während der Zeit seiner Verwaltung über 42 Millionen Taler Mehrertrag als seine Vorgänger ein, also im Jahresdurchschnitt zwei Millionen Taler, die Friedrich II. von seinem Generaldirektorium 1765 verlangt hatte, das diesen Ertrag jedoch nicht sicherstellen konnte. Die Kommission des Ministers von Werder stellte fest, dass diese Summe, besonders nachdem 1772 Westpreußen mit einer bedeutend gesteigerten Bevölkerungszahl dazu gekommen war, sich auf ein unbeträchtliches Quantum verkleinerte; allerdings wurde keine Unregelmäßigkeiten festgestellt.
Marcus Antonius de la Haye de Launay erhielt jährlich 10.000 Taler zu seinem festen Jahresgehalt von 15.000 Talern; somit erhielt er während seiner gesamten Dienstzeit ca. 500.000 Taler, und somit mehr als irgendein anderer Beamter im preußischen Staat vor ihm. Aufgrund der Gunst von Friedrich II. erhielt er von diesem auch die Zusage, bei Kündigung des Vertrages werde er eine jährliche Pension von 5.000 Talern erhalten.
Sein Gegner Honoré Gabriel de Riqueti, comte de Mirabeau bezichtigte ihn sogar, keine Mehreinnahmen zu erwirtschaften, sondern eine bedeutende Belastung für die Staatskasse zu sein. Das System selbst wurde in Preußen, durch die erhöhten Abgaben auf Lebensmittel und durch den hohen Prozentsatz der Verwaltungskosten, von der Bevölkerung als besonders belastend empfunden, zumal ab 1780 auch noch die Kaffeeriecher eingeführt wurden. Friedrich Wilhelm II. hob die erhöhten Abgaben Ende 1786 wieder auf.
Er erhielt am 26. Oktober 1786 seinen Abschied und die Erlaubnis, Berlin und Preußen verlassen zu können. Daraufhin kehrte er umgehend nach Paris zurück, nachdem er freiwillig auf die zugesicherte Pension verzichtete.
Marcus Antonius de la Haye de Launay war verheiratet und hatte mehrere Kinder. Nachdem er in preußische Dienste eingetreten war, ließ er seine Familie 1766 aus Frankreich nach Preußen kommen.

## Schriften (Auswahl)
- Friedrichs des Zweyten, Königs von Preußen, ökonomisch-politisches Finanzsystem; gerechtfertigt durch dessen geheimen Oberfinanzrath und erstem Regisseur, de la Haye de Launay. Eine Widerlegung der falschen Behauptungen des Grafen von Mirabeau, in seiner Schrift: über die preußische Monarchie. Berlin 1789.